# Чемпіонат України з індорхокею серед жінок
Чемпіонат України з індорхокею  серед жінок - щорічне змагання українських жіночих команд по індорхокею.  Найбільш титулованим клубом є МСК«Сумчанка»(15).

## Призери
| Сезон | Чемпіон                | Срібло                   | Бронза           |
| ----- | ---------------------- | ------------------------ | ---------------- |
| 1992  | ?                      | ?                        | ?                |
| 1993  | ?                      | ?                        | ?                |
| 1994  | ?                      | ?                        | ?                |
| 1995  | «Буревісник» (Черкаси) | ?                        | ?                |
| 1996  | «Буревісник» (Черкаси) | ?                        | ?                |
| 1997  | ?                      | ?                        | ?                |
| 1998  | ?                      | ?                        | ?                |
| 1999  | ?                      | ?                        | ?                |
| 2000  | ?                      | ?                        | ?                |
| 2001  | ?                      | ?                        | ?                |
| 2002  | ?                      | ?                        | ?                |
| 2003  | ?                      | ?                        | ?                |
| 2004  | ?                      | ?                        | ?                |
| 2005  | ?                      | ?                        | ?                |
| 2006  | ?                      | ?                        | ?                |
| 2007  | ?                      | ?                        | ?                |
| 2008  | ?                      | ?                        | ?                |
| 2009  | МСК "Сумчанка"         | ?                        | ?                |
| 2010  | МСК "Сумчанка"         | ?                        | ?                |
| 2011  | МСК "Сумчанка"         | ?                        | ?                |
| 2012  | МСК "Сумчанка"         | ?                        | ?                |
| 2013  | МСК "Сумчанка"         | ?                        | ?                |
| 2014  | МСК "Сумчанка"         | ?                        | ?                |
| 2015  | МСК "Сумчанка"         | ?                        | ?                |
| 2016  | МСК "Сумчанка"         | ІФК"СумДПУ"              | СДЮСШОР"Динамо"  |
| 2017  | МСК "Сумчанка"         | ІФК"СумДПУ"              | Збірна м.Полтава |
| 2018  | МСК "Сумчанка"         | "Динамо-Сумчанка" (Суми) | Збірна м.Полтава |
| 2019  | МСК "Сумчанка"         | ІФК"СумДПУ"              | Збірна м.Полтава |
| 2020  | МСК "Сумчанка"         | ІФК"СумДПУ"              | СДЮСШОР "Динамо" |
| 2021  | МСК "Сумчанка"         | ІФК"СумДПУ"              | "Колос" ЦОП      |